# Trausi
Traușii erau un trib tracic care locuia în zona Munților Rodopi. Primul care i-a menționat a fost Herodot. Se crede că ei au coborât din Munții Carpați și că se înrudeau cu agatârși.